# Bossonnens Challenger 1990
Il Bossonnens Challenger 1990 è stato un torneo di tennis facente parte della categoria ATP Challenger Series nell'ambito dell'ATP Challenger Series 1990. Il torneo si è giocato a Bossonnens in Svizzera dal 26 novembre al 2 dicembre 1990 su campi in cemento indoor.

## Vincitori

### Singolare
Cristiano Caratti ha battuto in finale  Michiel Schapers con il punteggio di 6–4, 3–6, 7–6

### Doppio
Michiel Schapers /  Roger Smith hanno battuto in finale  Henrik Holm /  Nils Holm con il punteggio di 6–2, 7–6